# Arlette (film)
Arlette è un film del 1997 diretto da Claude Zidi.